# ۹۲۷ (خورشیدی)
۹۲۷ نهصد و بیست و هفتمین سال هجری خورشیدی است.